# Wind It Up
"Wind It Up" é uma canção pop escrita pela cantora norte-americana Gwen Stefani e Pharrell Williams originalmente para a turnê de Stefani, Harajuku Lovers Tour 2005. Por causa da recepção dos fãs, a canção foi então gravada em seu segundo álbum solo, The Sweet Escape (2006). "Wind It Up" foi lançada como primeiro single em 2006 e alcançou o top 40 de vários mercados musicais.
"Wind It Up" foi mal recebida pelos críticos de música, que criticaram principalmente o uso do iodelei na canção, mas mesmo assim a música conseguiu ter bons números nos gráficos da música internacional. A canção foi lançada como o primeiro single do álbum no final de 2006 e alcançou o top vinte na maioria dos mercados internacionais da música. O vídeo da música, que se tornou popular em shows como a Total Request Live, foi dirigido por Sophie Muller e tem influências de The Sound of Music.

## Fundo e escrita
Em junho de 2005, Stefani começou a escrever e a gravar um material com Pharrell Willians em Miami, Flórida. Durante uma de suas sessões, eles escreveram "Wind it Up" para um set de um desfile de moda de 2005 mostrando a coleção de moda de 2006 da linha de roupas de Stefani, L.A.M.B.
Stefani pediu ao DJ Jeremy Healy para criar um mashup da música e de "The Lonely Goatherd", uma canção de Rodgers e Hammerstein musical de 1959 e um do filme de 1965, The Sound of Music. Stefani considerou The Sound of Music seu filme favorito, e ela queria incorporar uma batida a uma de suas canções de toda a sua vida. Stefani comentou: "Eu literalmente chorei quando ouvi o mash-up, e não estou exagerando." Willians, no entanto, não gostou da adição das partes cantantes e de The Sound of Music para a faixa.
As letras da canção não são narrativas, e Stefani declarou: "Uma música como 'Wind It Up' não é sobre qualquer coisa." Na canção, Stefani discute como meninos assistem meninas dançando. A música ainda inclui uma referência à L.A.M.B., na parte em que Stefani canta: "Eles gostam do jeito que L.A.M.B. está na minha camiseta".

## Recepção da crítica
"Wind It Up" recebeu críticas geralmente negativas pelos críticos de música pop contemporânea. Michael Slezak, do Entertainment Weekly achou a linha de baixo horrível e criticou a música por falta de uma melodia, bem como a sua referência à linha de roupas de Stefani.Stephen Thomas Erlewine, do Allmusic disse: "The Neptunes forçou a amostragem em uma de suas faixas típicas minimalistas, sobre o qual os bicos de Gwen foram desajeitados com letras de mente material, divulgando sua linha de moda e sua forma". Bill Lamb, do About.com avaliou a canção com uma nota de três estrelas e meia num todo de cinco estrelas, dando-lhe, segundo Bill, "notas altas para o valor de entretenimento", mas comentou: "Soa como uma recauchutagem de Rich Girl", música do álbum de estreia de Stefani, Love. Angel. Music. Baby. Charles Merwin, da Stylus Magazine deu críticas mistas para o single, escrevendo: "Está impedindo algo muito menos interessante de ficar jogado." John Murphy , do MusicOMH.com disse: "A faixa é simplesmente horrível, e possivelmente o pior início de um álbum desse ano". Spence D., do IGN caracterizou a música como "um salto Sound of Music que contém partes de que soam como M.I.A. e partes que soam como Julie Andrews".
Muitos criticaram os vocais cantantes de Stefani e a inclusão de "The Lonely Goatherd" da amostra. Em um comentário para a Rolling Stone, Rob Sheffield chamou a faixa de "Yodel-troço" e argumentou: "O problema não é a Swiss Miss motivar tanto a faixa Neptunes de quarta categoria. Caroline Sulivan, do The Guardian ficou satisfeita com a faixa, a descrevendo de cantante e também referiu-se a faixa como "um auge de loucura". Jack Foley, do IndieLondon, observou "Wind It Up" como um dos destaques do álbum The Sweet Escape, e disse: "O dom de Gwen Stefani é que ela pode ter algo que, no papel, soa extravagante e a torna absolutamente, absolutamente legal." Ken Barnes, do EUA Today, no entanto, achou a faixa exagerada e "uma tentativa do brega em sensualidade", e acrescentou: "A combinação de cantante e a interpolação foi estranha". Alex Miller, da NME, também achou a música exagerada, e comentou: "A sua ousadia sexual muda tem toda a sofisticação de um sonho adolescente molhado", e comparou as partes cantantes e a interpolação para "um 'pé de trincheira' que grita para a amputação da lista de faixas".
Diante das críticas, Stefani defendeu a canção:
| “ | Eu sabia que algumas pessoas não iriam gostar da música, mas acho que sou o suficiente para baixo da linha para não me importar. As pessoas que fizeram obtê-lo são fãs de Sound of Music e realmente têm um monte de prazer. Eu ainda acho que é brilhante e eu fico com ele. Por que você não pode fazer algo estranho por um tempo? Essas músicas são todas sobre se divertir, registros tolos que estão para ser apreciados e não para ser levados muito a sério. | ” |

## Desempenho comercial
"Wind It Up" teve um sucesso moderado na América do Norte. Nos Estados Unidos, o single estreou na Billboard Hot 100 no número quarenta da edição da semana de 18 de Novembro de 2006. O single alcançou a posição seis após quatro semanas, e permaneceu na parada durante um total de 18 semanas. O single alcançou a posição sete na Pop 100, porém, foi bem menos sucedido na Pop 100 Airplay, onde alcançou apenas o pico de número dezenove. O single teve um bom desempenho nas boates, chegando ao número cinco na Hot Dance Club Play, e alcançou o número dezoito no Mainstream Top 40.

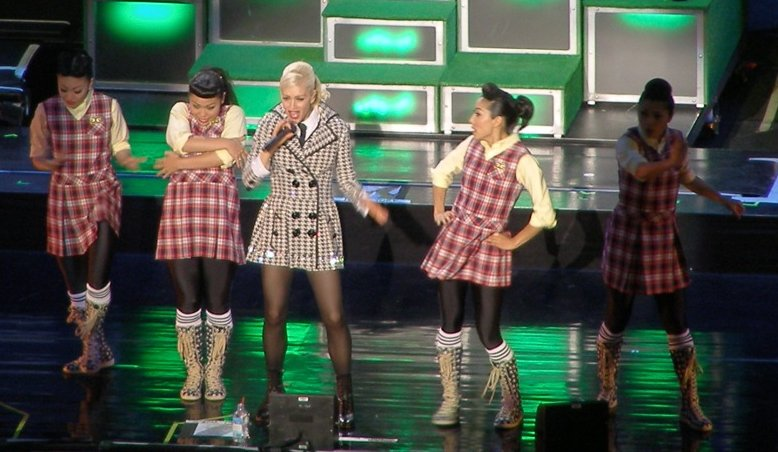
Stefani cantando "Wind It Up" no ano de 2007, durante a realização de sua turnê "The Sweet Escape Tour".

"Wind It Up" teve sucesso similar na Europa, alcançando o número cinco na Hot 100 Singles European. No Reino Unido, o single estreou no número oito e atingiu um pico de número três na semana seguinte atrás de Patience, de Take That e de 21st Century Christmas, deixando o gráfico dez semanas depois. Ele teve menos sucesso no resto do continente, alcançando o Top 10 na Bélgica, República Tcheca, Finlândia, Irlanda, Itália, Países Baixos, Noruega e o Top 20 na Austrália, França, Suécia e Suíça.
A canção foi geralmente bem sucedida em outros lugares. Na Austrália, "Wind It Up" estreou no número oito e passou suas primeiras oito semanas no Top 10. O single alcançou a posição número cinco depois de cinco semanas, permanecendo 19 semanas na parada, e ganhou um certificado de ouro pela Australian Recording Industry Association. A música superou o New Zealand Singles Chart em sua terceira e quarta semana e ficou durante 20 semanas ao todo. Três anos depois, em 14 de Março de 2010, a Recording Industry Association of New Zealand deu a "Wind It Up" um certificado de ouro.

## Videoclipe
O videoclipe foi dirigido por Sophie Muller e lançado em 2006. Gwen aparece dançando com suas Harajuku Girls, num cenário que lembra video-games. A inspiração deste videoclipe é o filme The Sound of Music. Stefani aparece no video dando uma entrevista, cantando em seu quarto, dançando em frente a um portão, e no início do vídeo aparece vestida de freira. Em várias vezes aparece a chave que é atual marca registrada de Gwen, e em todo o videoclipe aparece ao fundo do cenário uma imagem com nuvens.

## Faixas e formatos
| Vinil 12" dos Estados Unidos |                                      |         |  |
| N.º                          | Título                               | Duração |  |
| 1.                           | "Wind It Up" (Versão do álbum)       | 3:09    |  |
| 2.                           | "Wind It Up" (Original Neptunes Mix) | 3:08    |  |
| 3.                           | "Wind It Up" (Instrumental)          | 3:09    |  |
| Duração total:               | Duração total:                       | 9:26    |  |

| Vinil 12" da Europa e da Inglaterra |                                          |         |  |
| N.º                                 | Título                                   | Duração |  |
| 1.                                  | "Wind It Up" (Versão do álbum)           | 3:09    |  |
| 2.                                  | "Wind It Up" (Original Neptunes Mix)     | 3:08    |  |
| 3.                                  | "Wind It Up" (Instrumental)              | 3:09    |  |
| 4.                                  | "Wind It Up" (Instrumental Neptunes Mix) | 3:08    |  |
| Duração total:                      | Duração total:                           | 12:34   |  |

| CD Single da Europa e da Inglaterra |                                      |         |  |
| N.º                                 | Título                               | Duração |  |
| 1.                                  | "Wind It Up" (Versão do álbum)       | 3:09    |  |
| 2.                                  | "Wind It Up" (Original Neptunes Mix) | 3:11    |  |
| Duração total:                      | Duração total:                       | 6:20    |  |

| CD Single do Reino Unido, da Austrália e da Europa |                                      |         |  |
| N.º                                                | Título                               | Duração |  |
| 1.                                                 | "Wind It Up" (Main Mix)              | 3:11    |  |
| 2.                                                 | "Wind It Up" (Original Neptunes Mix) | 3:08    |  |
| Duração total:                                     | Duração total:                       | 6:19    |  |

| CD Maxi-Single da Europa |                                    |         |  |
| N.º                      | Título                             | Duração |  |
| 1.                       | "Wind It Up" (Main Mix)            | 3:11    |  |
| 2.                       | Sem título (Original Neptunes Mix) | 3:08    |  |
| 3.                       | "Wind It Up" (Instrumental Mix)    | 3:02    |  |
| 4.                       | "Wind It Up" (Videoclipe)          | 3:11    |  |
| Duração total:           | Duração total:                     | 12:33   |  |

| 12" Single do Reino Unido (Lado A) |                                      |         |  |
| N.º                                | Título                               | Duração |  |
| 1.                                 | "Wind It Up" (Main Mix)              | 3:11    |  |
| 2.                                 | "Wind It Up" (Original Neptunes Mix) | 3:08    |  |

| 12" Single do Reino Unido (Lado B) |                                          |         |  |
| N.º                                | Título                                   | Duração |  |
| 1.                                 | "Wind It Up" (Instrumental Main Mix)     | 3:11    |  |
| 2.                                 | "Wind It Up" (Instrumental Neptunes Mix) | 3:08    |  |
| Duração total:                     | Duração total:                           | 12:38   |  |

| CD Promo       |                                                |         |  |
| N.º            | Título                                         | Duração |  |
| 1.             | "Wind It Up" (Versão do álbum)                 | 3:09    |  |
| 2.             | "Wind It Up" (Electro Bashment feat. MC Kinky) | 4:00    |  |
| 3.             | "Wind It Up" (Electro Bashment Instrumental)   | 4:00    |  |
| 4.             | "Wind It Up" (Electro Bashment Remix)          | 7:33    |  |
| Duração total: | Duração total:                                 | 18:42   |  |

## Versões Oficiais
| Versões oficiais |                                                   |         |  |
| N.º              | Título                                            | Duração |  |
| 1.               | "Wind It Up" (Versão do Álbum)                    | 3:09    |  |
| 2.               | "Wind It Up" (Instrumental)                       | 3:09    |  |
| 3.               | "Wind It Up" (Acapella)                           | 3:09    |  |
| 4.               | "Wind It Up" (12" Remix)                          | 5:02    |  |
| 5.               | "Wind It Up" (Original Neptunes Mix)              | 3:11    |  |
| 6.               | "Wind It Up" (Instrumental Original Neptunes Mix) | 3:11    |  |

| Versões não lançadas |                                   |         |  |
| N.º                  | Título                            | Duração |  |
| 1.                   | "Wind It Up" (Neptunes Dub)       |         |  |
| 2.                   | "Wind It Up" (Peoples Mad Single) |         |  |
| 3.                   | "Wind It Up" (Peoples Dub)        |         |  |
| 4.                   | "Wind It Up" (Fresh Replay)       |         |  |
| 5.                   | "Wind It Up" (Fresh Dub)          |         |  |
| 6.                   | "Wind It Up" (DB Mix)             |         |  |
| 7.                   | "Wind It Up" (Robots to Mars Mix) |         |  |

## Desempenho nas tabelas musicais
| Chart (2006)          | Melhor posição |
| --------------------- | -------------- |
| ARIA                  | 5              |
| ARIA Urban Chart      | 2              |
| Top 100 Argentina     | 10             |
| Ö3 Austria Top 40     | 18             |
| Ultratop 40           | 8              |
| Canada Hot 100        | 18             |
| Airplay               | 64             |
| C-pop                 | 10             |
| Airplay               | 9              |
| Denmark Singles Chart | 19             |
| Holland Singles Chart | 4              |
| Finnish Singles Chart | 6              |
| French Singles Chart  | 12             |
| German Singles Chart  | 21             |
| Ireland Singles Chart | 10             |

| Chart (2006)                  | Melhor posição |
| ----------------------------- | -------------- |
| Indian Singles Chart          | 3              |
| Italy Singles Chart           | 14             |
| Mexican Top 100 Singles       | 44             |
| RIANZ Singles Chart           | 1              |
| VG-lista                      | 7              |
| Polish National Top 50        | 61             |
| Hit List Portugal             | 11             |
| Russian Airplay Chart         | 7              |
| GLF                           | 19             |
| Swiss Music Chart             | 14             |
| UK Singles Chart              | 3              |
| Billboard Hot 100             | 6              |
| Billboard Pop 100             | 7              |
| Billboard Hot Dance Airplay   | 16             |
| Billboard Hot Dance Club Play | 5              |

| Posição | 30 | 30 | 10 | 8 | 10 | 10 | 10 | 12 | 13 | 11 | 16 | 18 | 24 | 28 | 38 | 40 |

| Posição | 40 | 36 | 25 | 7 | 6 | 7 | 12 | 21 | 15 | 25 | 36 | 45 | 55 | 65 | 68 | 70 | 81 | 100 |

| País          | Empresa | Certificado | Vendas |
| ------------- | ------- | ----------- | ------ |
| Austrália     | ARIA    | Ouro        | 25,000 |
| Nova Zelândia | RIANZ   | Ouro        | 30,000 |